# Мира, Хули
Хули Мира Мойя (исп. Juli Mira Moya, 2 мая 1949, Алькой — 13 января 2024, Алькой) — испанский валенсийский актёр театра, кино, телевидения и дубляжа. Прежде чем профессионально посвятить себя театру, Мира много лет работал в банке в Алькое, и зарекомендовал себя как один из самых признанных актёров на валенсийскоязычной сцене.

## Биография
Мира дебютировал в La Cazuela (группа актёров-любителей) в 1972 году в спектакле Алтарь флейтиста, который имел успех в театрах Барселоны, Пальмы и Мадрида. Шесть лет спустя он впервые снимается в кино, это фильм «La portentosa vida del pare Vicent». И с тех пор он постоянно появлялся в фильмах и сериалах, причём поначалу ему также способствовал режиссёр Карлос Перес Ферре, который утверждал, что игра Миры улучшила фильм «Гектор (стигма страха)» (1982) с Овиди Монтллором, также из Алькоя, в актёрском составе. В начале карьеры актёра театра и кино Мира шесть лет занимался дубляжом, в том числе в студии Табалет Луиса Микеля Кампоса.
И в театре, и в кино, и на телевидении Хули Мира выделялся такими ролями, как Бласко Ибаньес в телефильме Cartas de Sorolla для Televisió Valenciana. Он также участвовал в таких фильмах, как «Спасибо за подсказку» (1996) Франческа Беллмунта, «El mar» (Море) (1999) Агусти Вильяронги, «Остров голландца» (2000) Зигфрида Монлеона, «Голоса ночи» (2002) Сальвадора Гарсиа или «Увидимся завтра» Ксавье Берраондо. На маленьком экране Мира снимался в сериалах как для местных валенсийского Canal 9 и каталонского TV3, так и для испанского телевидения. Он был актёром второго плана в таких проектах, как Ventdelplà на TV3, Cuéntame como pasó на TVE, Porca miséria на TV3 или Семейный бизнес на Canal 9.
В 2010 году он получил Почётную награду за свою карьеру на кинофестивале Inquiet в Валенсии.
Благодаря объёму работы, которую он получил как в продюсерских компаниях Мадрида, так и в Каталонии, Мира не особо пострадал от закрытия валенсийского телевидения. Помимо его голоса, причиной, которая также объясняет чрезвычайно продуктивную деятельность Миры, является универсальность и количество лингвистических записей актера, способного ориентализировать свой акцент для какого-либо сериала TV3 или островного персонажа, вестернизировать речь или говорить на нейтральном испанском языке без определённого акцента.